# ∞Answers
『∞Answers』（インフィニティアンサーズ）とは、日本の音楽グループPlay.Gooseの1作目のアルバム。

## 概要
Play.Goose名義では初のアルバムである。
2019年9月9日にYoutube上にて発売が発表された。
Play.Gooseが広大な無限（∞）の音楽の世界へ踏み出す第一歩として、Goose house時代に生み出してきた曲で、伝えたかったことを現時点での各メンバーが出した『答え』（answer）を表現するという想いが込められている。そのため、本アルバムは「アンサーアルバム」と表現されている。
『84』を横に倒したマークには、Goose house時代にできなかった、83回目のYouTubeでの生放送にけじめをつけ、84回目とその先へ向かう決意、そして、無限大（∞）と、4人がソロ活動などバラバラな方向を向いていても、4人揃えば無限の世界を進む道標としての『羅針盤』になる、という意味が込められている。
CD媒体としては2019年9月21日から10月28日にかけて開催されたレコ発ツアー『Play.Goose 1st tour ∞ Answers』で先行発売され、2019年10月29日より音楽配信サイトでの配信が開始された。
レコーディング風景を収めたメイキングドキュメントがYouTube上に投稿されている。

## 収録曲
Goose house時代に送り出した曲へ、自分たち自身が責任を持ち、今の気持ちで『答え』を示すことをテーマとし、当時生み出してきた曲への「アンサーソング」が収録されている。
1. Prelude (inst.) (1:25)
（作曲：Play.Goose）
2. サケベミライヘ→ (3:49)
（作詞・作曲：工藤秀平、沙夜香）
「オトノナルホウヘ→」のアンサーソングとして制作された。[要出典]
3. Reversi (4:26)
（作詞・作曲：Play.Goose）
4. プロポーズ 2019 (3:33)
（作詞・作曲：市川喜康、Play.Goose）
アイプリモ CMソング[4]。
元々は2016年に放送されたCMオリジナル楽曲で、CMの放映終了後にフルバージョンの制作やもう一度聴きたいという要望を受け、原曲を手がけた市川喜康と共に制作した。なお、Play.Gooseは2コーラス目を独自に制作している[6]。
5. Count Up! (3:42)
（作詞・作曲：Play.Goose、マシコタツロウ、市川喜康）
2ndコンサートで披露されたときの様子や、楽曲制作の風景などの素材をメンバーのマナミが編集し、ミュージック・ビデオが制作された[7]。
6. Dawn of adventure(inst.) (00.51)
（作曲：Play.Goose）
7. 海賊旗 (4:21)
（作詞・作曲：Play.Goose）
「胸騒ぎナビゲーション」のアンサーソングとして制作された。[要出典]
2ndコンサートでは、曲名にちなんだグッズが発売された。各々の夢や目標などをObjectiveの欄に書き入れて掲げるというもの。
8. かくれんぼ (3:52)
（作詞・作曲：Play.Goose）
『この指とまれ』のアンサーソングとして制作された。
9. Play this song (3:48)
（作詞・作曲：Play.Goose）
Play.Gooseとしてはじめて発表されたオリジナル楽曲[4]。